# Dynamisch bereik
Het dynamisch bereik is de verhouding tussen de grootste en de kleinste mogelijke waarde van een grootheid.

## Voorbeelden
- Bij geluidsapparatuur is een microfoon gewenst die zowel fluisteren als roepen goed registreert; deze heeft dus een groot dynamisch bereik nodig.
- Bij fotografie is een foto gewenst die zowel weinig licht als veel licht nog in schakeringen kan weergeven. Zie ook HDR en LDR.
- Een sensor is bij voorkeur gevoelig voor lage waarden en raakt daarenboven pas bij erg hoge waarden verzadigd.